# Buszowiec ostropyski
Buszowiec ostropyski (Ctenopoma acutirostre) – gatunek ryby z rodziny błędnikowatych, rodzaju Ctenopoma. Jest to ryba hodowlana.

## Występowanie
Buszowiec ostropyski żyje w wodach dorzecza rzeki Konga.

## Pożywianie
Buszowiec ostropyski żywi się różnymi pokarmami.

## Warunki hodowlane
Parametry wody nie są istotne jeśli jej ogólna jakość jest dobra. Optimum termiczne w akwarium to ok. 25 °C.